# Núbia Cozzolino
Núbia Cozzolino (Magé, 8 de fevereiro de 1958) é política brasileira. 
É irmã da ex-deputada Jane Cozzolino, bem como também é irmã do ex-prefeito Charles Cozzolino, e filha do também ex-prefeito Renato Cozzolino.

## Carreira política
Foi deputada estadual entre 1995 e 2004. Em 2004 foi eleita prefeita de Magé, sendo reeleita em 2008. Seu governo foi marcado por muitas obras, melhoria no sistema púbico de saúde e investimentos na educação, além de notáveis escândalos e processos judiciais. Em 2009, foi afastada do cargo por decisão judicial, e, em seu lugar, assumiu seu vice Rozan Gomes. Renunciou ao mandato de prefeita em março de 2010, quando ainda estava afastada do cargo, pois pretendia concorrer a uma vaga na ALERJ, o que acabou não acontecendo. Com a cassação de sua chapa eleitoral pelo Poder Judiciário, aconteceu a histórica eleição suplementar no município de Magé, em 31 de julho de 2011. Nesta eleição, o candidato Nestor Vidal (PMDB), adversário de Núbia, obteve 68,62% dos votos válidos, derrotando o candidato apoiado pela família Cozzolino, Werner Saraiva (PT do B - PTC), que obteve 23,82%. Outros candidtos foram Álvaro Alencar (PT), com 4,69%, Genivaldo Ferreira Nogueira (PPS), com 1,62%, Octaciano Gomes Ramos, (PSOL), com 0,84% e Ezequiel Siqueira da Conceição, (PCdoB), com 0,41%.

## Corrupção
Núbia Cozzolino esteve envolvida em vários episódios de corrupção na cidade de Magé. O mais notório deles foi o roubo de R$ 17,7 milhões dos cofre da Prefeitura de Magé. Foi cassada em 2010 pela Exma. Juíza Patrícia Salustiano, da 1ª Vara Cível de Magé.